# Lesjaskog
Lesjaskog er en skolekreds og et kirkesogn i Lesja kommune i Oppland fylke. Her lå Lesjaskog Station på Raumabanen fra 1921 til 1990. Lesjaskog ligger længst mod nord i Gudbrandsdalen, og er en fjeldbygd, hvor landbruget indtil nu har været den vigtigste næringsvej.
Klimaet så nært fjeldet egner sig ikke videre til dyrkning af korn, så i stedet er det fårehold og kvæg med produktion af kød og mælk, der dominerer. Fåreholdet er i nyere tid blevet stærkt plaget af, at jærve dræber og lemlæster store mængder af lam i løbet af sommeren, når dyrene græsser på fjeldet. Mælkeproduktionen er ved at mindskes, fordi gårde bliver slået sammen eller udlejet til andre. En del indbyggere arbejder idenfor det offentlige, industri og transport.
Lesjaskogsvatnet ligger 612 meter over havet og har udløb i begge ender. Den ligger ved vandskellet mellem øst og vest. Det er Rauma, der løber mod vest, og Gudbrandsdalslågen der løber mod øst.